# Jordi García-Soler
Jordi García-Soler (Barcelona, 4 de mayo de 1947 - 31 de mayo de 2020) fue un periodista español, especializado en la Nova Cançó, y desde 1964 colaborador en diversos medios de prensa, radio y televisión.

## Biografía
Como periodista se especializó en campos muy heterogéneos: información y crónica periodística, crítica musical. Cultivó muchos otros aspectos del periodismo, desde la crónica y el análisis político hasta la gastronomía, pasando por el comentario cultural, la crítica literaria o la crónica castellera, entre otros. Durante veinte años ininterrumpidos, entre 1964 y 1984, publicó cientos de artículos sobre la Nova Cançó en diversos periódicos y revistas de España y del extranjero. Entre las publicaciones catalanas, destacan: Serra d'Or, El Correo Catalán, el semanario Destino, Tele-estel, Tele/eXpres, La Vanguardia, Diario de Barcelona, Cataluña Express, Fotogramas, Mundo Diario, Avui, L'Hora, El Noticiero Universal, El Periódico de Catalunya, Dossier Econòmic de Catalunya y Actual.
Desde 1976 también trabajó en la radio y la televisión. Hizo programas en Radio Juventud de Barcelona, Radio Barcelona, COM Radio, Catalunya Ràdio y Catalunya Cultura. Para la televisión realizó programas en TVE Cataluña, TV3, Canal 33, TV L'Hospitalet. En TV3 fue subdirector y guionista de la serie de programas Todas aquellas canciones.
Creó el Departamento de Comunicación del Partido de los Socialistas de Cataluña (PSC), que dirigió desde 1976 hasta 1982. Fue miembro del Consejo de Administración de la Corporación Catalana de Radio y Televisión (CCRTV) desde junio de 1983 hasta diciembre de 1996. Como consejero instó a la dirección de la CCRTV a cerrar el programa de Catalunya Ràdio, la orquesta después de que en el programa emitido el día 10 de julio de 1992 el presentador y los tertulianos se hicieran eco de las detenciones de la Operación Garzón y de las torturas denunciadas por los detenidos.
En 1976 publicó el primer libro monográfico sobre el fenómeno de la Nova Cançó, considerado ya un clásico y citado con profusión en todas las otras obras que han sido publicadas posteriormente. En 1996 escribió Crónica apasionada de la Nova Cançó, que es el resultado y la síntesis de una dedicación profesional y vocacional de un periodista que ha seguido permanentemente con atención e interés la evolución vivida por la canción y la música popular que se ha producido en catalán, desde los inicios de la Nova Cançó hasta nuestros días. Escrita desde la pasión y la beligerancia de quien se confiesa "militante de la Nova Cançó", Crónica apasionada de la Nova Cançó es un libro escrito con rigor y con una documentación completísima, que abarca más de treinta y cinco años de la historia de nuestro país y refleja la evolución, íntimamente ligada a los cambios políticos que se han vivido a lo largo de estos años.
Participó en las tertulias sobre actualidad política y social del programa Els matins de TV3. En Cataluña Radio dirigió y presentó el programa semanal Memoria selectiva y el programa Conversaciones con..., de emisión diaria en verano. 
En 2014 impulsó la asociación Tercera Vía, con la voluntad de crear puentes en la sociedad catalana, que estaba fracturada a causa del debate independentista. La idea era encontrar una fórmula capaz de resolver este conflicto permitiendo "decidir a los catalanes, pero no de espaldas, y menos aun teniendo en contra, al resto de españoles".
Falleció el 31 de mayo de 2020 a los 73 años, a causa de un ataque al corazón, pocos días después de haber superado la última sesión de quimioterapia a la que se sometió a causa de un cáncer de pulmón.

## Publicaciones
- La Nova Cançó, Edicions 62, Barcelona, 1976, 221 pp.
- Crònica apassionada de la Nova Cançó, Flor de vent, Barcelona, 1996, 272 pp., ISBN:9788489644007